# Phostria bistigmalis
Phostria bistigmalis is een vlinder uit de familie van de grasmotten (Crambidae). De wetenschappelijke naam van de soort is voor het eerst gepubliceerd in 1913 door Embrik Strand.
De soort komt voor in Tanzania en Zimbabwe.